# Chuck Doud
Chuck Doud (...) è un compositore di musica per videogiochi statunitense.
Tra i suoi progetti si ricordano i temi principali del gioco Pain per PlayStation Network e la colonna sonora della serie per PlayStation e PlayStation 2 Syphon Filter.